# Fassbombe

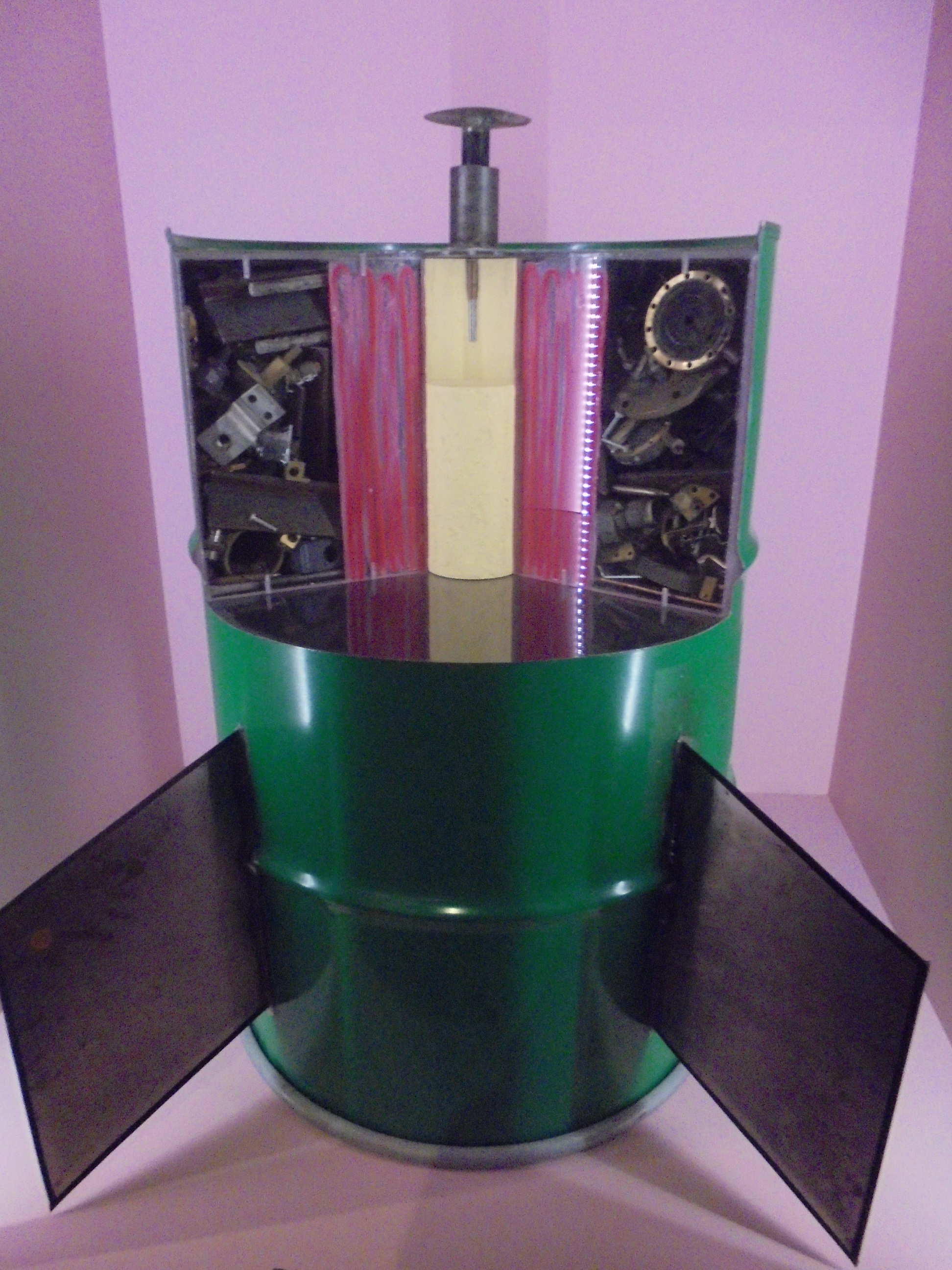
Modell in Syrien verwendeter Fassbomben im Imperial War Museum in London

Eine Fassbombe ist eine improvisierte Explosionswaffe, die aus Luftfahrzeugen abgeworfen wird.

## Beschreibung
Typischerweise besteht eine Fassbombe aus einem mit Sprengmitteln und Metallteilen gefüllten Fass. Die zerstörerische Wirkung beruht auf der Sprengstoffmenge in einem solchen Behälter und der verheerenden Wirkung der Metallteile, vor allem auf „weiche Ziele“.
Die Herstellung von Fassbomben ist billiger und einfacher als die normaler Fliegerbomben. Das explosive Material kann beispielsweise aus Düngemittel wie Ammoniumnitrat und Heizöl bestehen (ANC-Sprengstoffe). Als Behälter können auch andere Metallgefäße verschiedener Art und Größe in Frage kommen, beispielsweise modifizierte alte Heizkessel oder Warmwasserboiler, die auch mit Leitflügeln versehen sein können. Zur Zündung werden Zündschnüre oder Aufschlagzünder verwendet. Diese Bestandteile, die weitgehend aus dem zivilen Sektor stammen, ermöglichen auch international isolierten Staaten den Bau dieser Waffe.
Aufgrund der improvisierten Anordnung sind Sprengkraft und Splitterwirkung von Fassbomben deutlich geringer als bei konventionellen Splitterbomben, bei denen Sprengstoffart, Form und Splittermantel aufwendig optimiert wurden. Aufgrund der Beschaffenheit ist zudem ein zielgenauer Einsatz fraglich, wodurch der militärische Nutzen in Frage steht. Human Rights Watch bezeichnete den Einsatz von Fassbomben als „mit hoher Wahrscheinlichkeit wahllos im Sinne des Kriegsrechts und damit unzulässig“, nachdem die irakische Armee Fassbomben einsetzte.

## Einsatz

### Palästina
Fassbomben wurden erstmals von der Irgun Tzwa’i Le’umi bei Terroranschlägen gegen die britische Mandatschaft in Palästina eingesetzt. Als Transportmittel wurden Lkw verwendet.

### Vietnam
Während des Vietnamkrieges wurden Fassbomben von den US-amerikanischen Streitkräften gegen Lager der Vietcong eingesetzt, sowie bei letztlich erfolglosen Versuchen, Waldflächen niederzubrennen.

### Syrien
Die syrischen Luftstreitkräfte sollen Fassbomben ab August 2012 im syrischen Bürgerkrieg eingesetzt haben. Nach Angaben des in Großbritannien ansässigen Syrian Network for Human Rights sollen bis 2021 geschätzt 11.000 Menschen durch den Einsatz von Fassbomben getötet worden sein. Die syrische Regierung bestritt den Einsatz solcherlei Waffen.

### Irak
Nach Angaben von Human Rights Watch soll die irakische Armee wiederholt Fassbomben zum Kampf gegen den IS eingesetzt und dabei wahllos über dicht besiedelten Gebieten abgeworfen haben, was den Tod vieler Zivilisten zur Folge hatte.